# Ejup Ganić
Ejup Ganić (Novi Pazar, 3. ožujka 1946.), akademik i profesor Strojarskog fakulteta u Sarajevu, bivši političar.

Predsjednik Federacije Bosne i Hercegovine od 29. prosinca 1997. do 1. siječnja 1999. Član Predsjedništva BiH od 1990. do 1996., dobitnik odlikovanja za obranu BiH Alem bosanskog gazije. Član Stranke demokratske akcije (1994. – 1999.). Dopisni član ANUBiH od 1995., redovni od 2005.
Uhićen je 1. ožujka 2010. godine, u londonskoj zračnoj luci Heathrow, pod optužbom da je kriv za smrt najmanje 18 vojnika JNA 3. svibnja 1992. godine u incidentu u Dobrovoljačkoj ulici u Sarajevu. Optužnicu je podigla Srbija, a zahtjev za izručenje sudstvu Velike Britanije, uputile su Srbija i Bosna i Hercegovina. Ganić je u pritvoru trebao ostati do 29. ožujka, međutim pušten je nakon što je bosanska investitorica Sanela Diana Jenkins platila jamčevinu. Sudac John Laws je primijetio da je srbijanska optužba bila politički motivirana te je iz tog razloga dopustio puštanje na slobodu uz kauciju. Također, Ganićev odvjetnik je tvrdio da Srbija nema nikakvih stvarnih dokaza te su svih njeni navodni dokazi ustvari pisanja prosrbijanskih medija u vezi događaja u Dobrovoljačkoj ulici. Međutim, ured srbijanskog tužitelja je tvrdio da slučaj sadrži dodatne dokaze. Dana 27. srpnja 2010. godine, sud grada Westminster je blokirao njegovo izručenje Srbiji i pustio ga na slobodu, navodeći da je proces izručenja Srbiji pokrenut i motiviran isključivo političkim ciljevima i uz veliku dozu zlouporabe prava ovog suda.